# فندق كازاخستان
فندق كازاخستان ((بالقازاقية: Қазақстан Қонақ Үйі)‏، (بالروسية: Гостиница Казахстан)‏) هو ثالث أطول مبنى في مدينة ألماتي، كازاخستان. حيث يصل طول البرج الي 102 م (335 قدم)، ويتكون من 26 طابقًا. ويقع في وسط جنوب ألماتي. يقع في شارع دوستك، وهو طريق رئيسي في الجزء الشرقي من المدينة يمتد على طول الطريق من ميديو إلى حديقة بانفيلوف بارك، في الجزء الشمالي من المدينة.
تم تشييد المبنى عام 1977. تم تشييده لتحمل زلزال بقوة 9 درجات على مقياس ريختر. إنه معلم شهير في جميع أنحاء ألماتي، وهو بمثابة رمز للمدينة. وهو أيضًا ثامن أطول مبنى في جميع أنحاء كازاخستان.

## المعرض

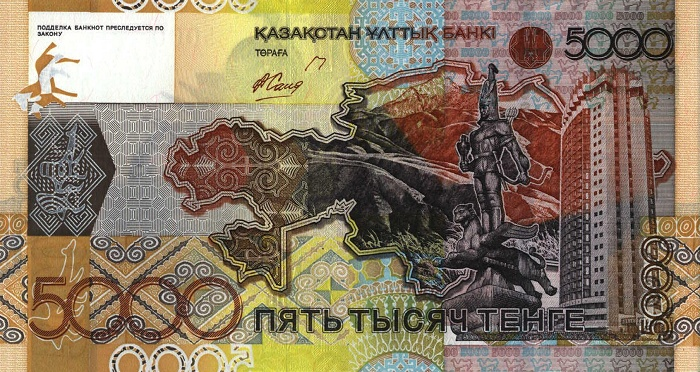
الفندق على الورقة النقدية الحديثة لـ 5000 تنغي كازاخستاني

## روابط خارجية
- الموقع الرسمي لفندق كازاخستان
- فندق كازاخستان في ألماتي